# Рандава
Рандава (укр. Рандава) — село,
Вязовский сельский совет,
Краснокутский район,
Харьковская область, Украина.
Код КОАТУУ — 6323580505. Население по переписи 2001 года составляет 26 (12/14 м/ж) человек.

## Географическое положение
Село Рандава находится на правом берегу реки Ковалевка, у Ковалевского водохранилища. Выше по течению на расстоянии в 1 км расположено село Отрада, ниже по течению на расстоянии в 2 км расположено село Ковалевка, на противоположном берегу расположено сёло Гринев Яр.

## История
- 1850 — дата основания.